# Ясное (Докучаевский городской совет)
Я́сное (укр. Ясне) — посёлок на Украине, подчинённый Докучаевскому городскому совету Донецкой области. Находится под контролем непризнанной Донецкой Народной Республики, согласно законодательству Украины является временно оккупированной территорией.

## География
К западу от города проходит линия разграничения сил в Донбассе (см. Второе минское соглашение).

### Соседние населённые пункты по странам света

#### Под контролем Украины
СЗ: Тарамчук, Степное, Славное
З: Берёзовое
ЮЗ: Новотроицкое, Польное

#### Под контролем ДНР
С:  Сигнальное, Оленовка, Новониколаевка
СВ: Петровское, Молодёжное, Любовка, Червоное
В: Коммунаровка
Ю, ЮВ: город Докучаевск

## Население
Население по переписи 2001 года составляет 882 человека.

## Общая информация
Почтовый индекс — 85740. Телефонный код — 6275. Код КОАТУУ — 1411690001.

## Адрес местного совета
85740, Донецкая обл., г. Докучаевск, ул. Независимости, 22; тел. 3-11-41